# Persány
Persány (románul: Perșani) falu Romániában, Erdélyben, Brassó megyében.

## Fekvése
Brassótól 42 kilométerre északnyugatra, Fogarastól 21 kilométerre délkeletre, a Persányi-hegység nyugati lábánál fekszik.

## Nevének eredete
Neve a Perșa férfinév román képzős alakja. A név a délszlávban és az oroszban is használatos volt, azonos formában.

## Története
Először 1527-ben említették, Persány és Persany alakban. Fogaras vidéki, később Fogaras vármegyei román falu volt, amely fontos út mellett feküdt. 1621-ben 25 jobbágycsalád lakta és öt puszta ház volt benne, míg 1722-ben kétszáz jobbágycsaládját írták össze. A Persányi-szoroson való átkelés a környéken garázdálkodó rablóbandák miatt még a 19. század közepén is kockázatos vállalkozásnak számított. A persányi nők hagyományos viselete eltért a többi fogarasföldi faluétól és a Szebeni-Hegyalja női viseletére hasonlított. A hasonlóságok közül a legszembetűnőbb a turbánszerűen hajtott, alul megkötött gyolcsvászon kendő volt. Iskoláját 1851-ben alapították. Kőbányájához német munkások települtek be. A faluban letelepült németek később elrománosodtak, de az 1920-as években még sokan német nevet viseltek. 1900-ban kisközségből nagyközséggé alakult. Az 1916. október 5-én vívott persányi csatában a Barcaság felől támadó román csapatok vereséget szenvedtek a központi erőktől.
1910-ben 1029 lakosából 984 volt román, 16 német, 10 magyar és 18 egyéb (cigány) anyanyelvű; 952 ortodox, 47 görög és 24 római katolikus vallású.
2002-ben 1104 lakosából 697 volt román és 402 cigány nemzetiségű; 1058 ortodox és 25 adventista vallású.

## Nevezetességek
- Persányfürdő (Băile Perșani) gyógyvizes strand és üdülőtelep. 1925-ben nyitotta egy vállalkozó.[7] A sós-bikarbonátos vizet mozgásszervi betegségekre ajánlják.
- Műemlék ortodox temploma 1793-ban épült. Eredeti festése részletekben maradt meg.